# Zwuschen
Zwuschen ist ein Ortsteil der Stadt Jessen (Elster) im Landkreis Wittenberg des Landes Sachsen-Anhalt.

## Lage und Erreichbarkeit
Zwuschen liegt rund acht Kilometer nordöstlich der Stadt Jessen und ist über die Bundesstraße 187 und die Kreisstraße 2222 mit ihr verbunden.